# Mniodes andina
Mniodes andina là một loài thực vật có hoa trong họ Cúc. Loài này được (A.Gray) A.Gray ex Hook.f. & A.B.Jacks. mô tả khoa học đầu tiên năm 1893.